# アダム・ラッパ
アダム・ラッパは、アメリカ合衆国のマサチューセッツ州ボストン生まれのトランペット、フリューゲルホルン奏者、パフォーマー、作曲家、指導者。
世界中で熱く刺激的に、多くのエネルギーをステージやクラスルームに注ぐことで知られている。

## 来歴
マサチューセッツ州ボストンに生まれる。11歳でトランペットを始め、13歳でプロとして演奏するようになる。16歳でバークリー音楽大学で多くのビッグバンドのリード・トランペットを演奏するようになった。そして18歳にはアメリカ国中の多数のジャズ・フェスティバルに出演すると共に、ブルーノートを始め、ニューヨークやボストンの多くのジャズクラブに出演している。 
2001年より、トニー賞やエミー賞を受賞したブロードウェイ・ショー「ブラスト!」や同カンパニーの作品に出演。これまでに1000回を超える公演を北アメリカ、日本、イギリスで行っている。
世界中の国の大学、高校、中学、アート・アカデミーやドラム・コーとゲスト・パフォーマーとして共演したり指導も行っている。
2007年ナショナル・トランペット・コンペティションに、ゲスト・アーティストとして出演。
また彼は、グラミー賞を受賞したニコラス・ペイトンや、ロイ・ハーグローブ、クリスチャン・マクブライド、ドク・セバリンセン、ムノツィル・ブラス、ニュー・ライフ・ジャズ・オーケストラ、ウィクリフ・ゴードン、エリック・リード、ジェイソン・モラン、ロバート・グラスパー、サイラス・チェスナットなど、多くの偉大なアーティストと長年ステージやレコーディングにおいて共演している。
最近では、音楽と動きを融合した、エキサイティングで新しいシアター・ショー「鼓喇舞（コラブ）」の創作、作編曲、音楽監督、音響デザイン、そして出演と、多彩なる能力を発揮し、この新プロジェクトを手掛け、2009年日本で初演。大絶賛された。

## ディスコグラフィ
- ライフ・オン・ザ・ロード（2009年）